# 荷塞·戴爾嘎多
荷塞·戴爾嘎多（José Manuel Rodriguez Delgado，1915年8月8日—2011年9月15日）是一位西班牙科學家，曾經是耶魯大學的生理學教授，以研究對腦部特定區域的電刺激聞名。
戴爾嘎多曾以貓、猴子及人類進行實驗，研究這些動物的腦對於電極訊號的反應。在他的研究中發現，對腦並進行電刺激可控制動物的情緒與行為。

## 相關文獻
- José Manuel Rodriguez Delgado. . Harper and Row. 1969. ISBN 0060902086. (lengthy excerpt excerpt （页面存档备份，存于） excerpt)
- Delgado JM. . Applied Neurophysiology. 1977–1978, 40 (2–4): 88–110. PMID 101139.
- John Horgan. . Discover. October 2004, 25 (10). （原始内容存档于2006-10-20）.
- Elliot S. Valenstein. . John Wiley & Sons. 1973. ISBN 0471897841.. A book critical of Delgado.

## 外部連結
- .   [2006-12-26]. （原始内容存档于2006-12-05）.
- Adam Keiper.  (PDF). The New Atlantis. Winter 2006: 4–41. （原始内容 (PDF)存档于2006-11-11）.